# Liposcelididae
Liposcelididae (históricamente a menudo indicada como "Liposcelidae") es una familia de piojos de los libros (Psocodea) correspondiente al suborden Troctomorpha. Los miembros de esta familia son pequeños y planos, y a menudo carecen de alas.
La familia comprende cerca de 200 especies, organizadas en nueve géneros que se ordenan en una subfamilia reducida y una subfamilia grande:
Subfamilia Embidopsocinae
- Belapha
- Belaphopsocus
- Belaphotroctes
- Chaetotroctes
- Embidopsocopsis
- Embidopsocus
- Troctulus

Subfamilia Liposcelidinae
- Liposcelis[1]
- Troglotroctes